# 清原成衡
清原 成衡（きよはら の なりひら/しげひら、生没年不詳）は、平安時代後期の武将。奥州の豪族 清原真衡の養子。妻は多気権守平宗基の孫娘（源頼義の娘と伝わる）。海道小太郎と号した。

## 生涯
平安忠の次男と『清原系図』にあるが、出羽守平泰貞の子とも、常陸大掾忠衡、平則道、平繁衡の子とも伝わる。いずれも海道平氏の一族出身で陸奥国磐城郡近辺の豪族出身であることは異論がない。
また、『桓武平氏諸流系図』には、清原成衡に「実直成子」の注記を付するが、「直成」が維茂の孫の貞成の誤記であるとする説も存在する。
『寛政重修諸家譜』によれば、成衡の父は常陸大掾平忠衡であり、藤原経清の聟であったため、前九年の役の際には源頼義に疑われ、常陸国から武蔵国入間郡に移り住み、家臣の大須賀胤業という人物の食客となったとされる。
一般的には真衡が清原氏の家格を高め武家として確立させるために、平氏出身の成衡を養子とし源頼義の娘をその妻に迎えて、源平両氏の血筋を後継者としようとしたと見られているが、そもそも清原氏の出自自体も成衡の出身である海道平氏の流れとする見解もある。
成衡の婚礼の際に吉彦秀武が真衡と反目したことが後三年の役の発端となったが、真衡急死後の成衡の動向は不明とされており、役の最中に討ち死にしたとも言われている。だが、妻の兄である源義家の庇護のもと下野国塩谷郡に居を構え、後に常陸国住人中郡頼経に討伐されたとの説もある。
『寛政重修諸家譜』によれば、陸奥国の藤原清衡の元にいたが、父・忠衡の無実の罪が許されたために本領（常陸国）を安堵されたという。その後に陸奥国の菊多、駒木根、鯨岡、片寄、岩城、行方、磐前、楢葉、椎葉などを領し、岩城を本拠地として白土城に住んだ。永暦元年（1160年2月25日）に51歳で死亡し、業佐と号した。
正室は藤原清衡の養女、側室は源頼義の娘であった。

## 系譜
『岩城代々之系図』によれば、鎮守府将軍平維茂の子・平安忠を祖とし、平則道、平貞衡、平繁衡、平忠衡と続き、忠衡の子である隆行（成衡）が陸奥に下り、藤原清衡の女婿となり、妻との間に五人の子供をもうけたとされる。長男が平隆祐で楢葉郡を、次男・平隆衡（隆平）は岩城郡を、三男・平隆久は岩崎郡を、四男・平隆義は標葉郡を、五男・平隆行は行方郡を所領としたという。
後裔として、成衡四男四郎左衛門尉隆義（隆行とも）の子孫を称する標葉氏がいる。
兄弟である、清原源左衛門重光の墓は秋田県二ツ井にある。

## 登場作品
テレビドラマ
- 『炎立つ』（1993年-1994年、NHK大河ドラマ、演：米山望文）